# Miyata Izumi
Miyata Izumi (sinh ngày 28 tháng 4 năm 2001) là một cầu thủ bóng đá người Nhật Bản.

## Sự nghiệp câu lạc bộ
Miyata Izumi hiện đang chơi cho FC Tokyo.